# Сибайский сельсовет
Сиба́йский сельсове́т — муниципальное образование (сельское поселение) в составе Баймакского района Республики Башкортостан. Административный центр — село Старый Сибай.

## История
Дата образования сельсовета: 1930 год.

## Население
| 2002  | 2009  | 2010  | 2012  | 2013  | 2014  | 2015  |
| ----- | ----- | ----- | ----- | ----- | ----- | ----- |
| 2588  | ↗2887 | ↗3159 | ↗3160 | ↘3139 | ↗3179 | ↗3193 |
| 2016  | 2017  |       |       |       |       |       |
| ↗3241 | ↘3235 |       |       |       |       |       |

## Состав сельского поселения
| № | Населённый пункт | Тип населённого пункта       | Население |
| - | ---------------- | ---------------------------- | --------- |
| 1 | Старый Сибай     | село, административный центр | ↗3477     |
| 2 | Калинино         | деревня                      | ↘388      |
| 3 | Давлетово        | деревня                      | →25       |

В 1925—1930 гг. в состав Сибаевского сельсовета входила деревня Явгуль.

## Власть
Адрес администрации: 453642, Республика Башкортостан, Баймакский район, с. Старый Сибай, ул. Ленина, 16.